# Python para Desenvolvedores
Python para Desenvolvedores é um livro originalmente distribuído gratuitamente sob a forma de e-book sob licença Creative Commons.
O livro tem como tema a linguagem de programação Python e é orientado principalmente para pessoas que já conhecem lógica de programação.
A primeira edição (ISBN 978-85-909451-0-9) veio a público em 25 de Maio de 2009 e está disponível no blog do autor e no site do MEC Domínio Público, dedicado a publicações Creative Commons. A versão do Python abordada é a 2.5.
A segunda edição (ISBN 978-85-909451-1-6) tem 360 páginas, se tornou disponível em 18 de Janeiro de 2010, aborda a versão 2.6 do Python e mantém a forma de licenciamento da anterior.
A terceira edição (ISBN 978-85-7522-405-2) tem 320 páginas, se tornou disponível em 20 de Outubro de 2014, aborda a versão 3.3 do Python e é a primeira versão impressa.